# Hiposfresia
Hiposfresia ou hiposmia é a diminuição do sentido do olfato. Relacionada com ela está a anosfrasia, que consiste na total falta de olfato. Algumas das causas destes problemas de olfato estão associadas a alergias, pólipos nasais, infecções víricas ou traumatismo cranial.
A hiposmia pode ser um sinal precoce da doença de Parkinson. Ao mesmo tempo, a hiposmia aparece nos estágios precoces da doença de Alzheimer. A síndrome de Kallmann pode produzir hiposmia para toda a vida.